# Grand Prix Formule 1 van België 1964
De Grand Prix Formule 1 van België 1964 werd gehouden op 14 juni op het circuit van Spa-Francorchamps in Stavelot. Het was de derde race van het seizoen.

## Uitslag
| Pos. | Nr. | Coureur            | Constructeur    | Rondes | Tijd / Oorzaak uitval | Grid | Punten |
| ---- | --- | ------------------ | --------------- | ------ | --------------------- | ---- | ------ |
| 1    | 23  | Jim Clark          | Lotus-Climax    | 32     | 2:06:40.5             | 6    | 9      |
| 2    | 20  | Bruce McLaren      | Cooper-Climax   | 32     | + 3.4                 | 7    | 6      |
| 3    | 14  | Jack Brabham       | Brabham-Climax  | 32     | + 48.1                | 3    | 4      |
| 4    | 2   | Richie Ginther     | BRM             | 32     | + 1:58.6              | 8    | 3      |
| 5    | 1   | Graham Hill        | BRM             | 31     | Fuel Pump             | 2    | 2      |
| 6    | 15  | Dan Gurney         | Brabham-Climax  | 31     | Geen benzine          | 1    | 1      |
| 7    | 4   | Trevor Taylor      | BRP-BRM         | 31     | + 1 Ronde             | 12   |        |
| 8    | 6   | Giancarlo Baghetti | BRM             | 31     | + 1 Ronde             | 17   |        |
| 9    | 24  | Peter Arundell     | Lotus-Climax    | 28     | Oververhitting        | 4    |        |
| 10   | 3   | Innes Ireland      | BRP-BRM         | 28     | + 4 Rondes            | 16   |        |
| DSQ  | 29  | Peter Revson       | Lotus-Climax    | 28     | Gediskwalificeerd     | 10   |        |
| DNF  | 17  | Jo Siffert         | Brabham-Climax  | 14     | Motor                 | 13   |        |
| DNF  | 21  | Phil Hill          | Cooper-Climax   | 13     | Motor                 | 15   |        |
| DNF  | 11  | Lorenzo Bandini    | Ferrari         | 12     | Motor                 | 9    |        |
| DNF  | 28  | André Pilette      | Scirocco-Climax | 11     | Motor                 | 20   |        |
| DNF  | 16  | Jo Bonnier         | Brabham-Climax  | 8      | Onwel                 | 14   |        |
| DNF  | 10  | John Surtees       | Ferrari         | 4      | Motor                 | 11   |        |
| DNF  | 27  | Chris Amon         | Lotus-BRM       | 3      | Motor                 | 5    |        |

## Statistieken
| Pole-position | Dan Gurney | Brabham-Climax | 3:50.9 |
| Snelste ronde | Dan Gurney | Brabham-Climax | 3:49.2 |

1925 · 1930 · 1931 · 1933 · 1934 · 1935 · 1937 · 1939 · 1947 · 1949 · 1950 · 1951 · 1952 · 1953 · 1954 · 1955 · 1956 · 1958 · 1960 · 1961 · 1962 · 1963 · 1964 · 1965 · 1966 · 1967 · 1968 · 1970 · 1972 · 1973 · 1974 · 1975 · 1976 · 1977 · 1978 · 1979 · 1980 · 1981 · 1982 · 1983 · 1984 · 1985 · 1986 · 1987 · 1988 · 1989 · 1990 · 1991 · 1992 · 1993 · 1994 · 1995 · 1996 · 1997 · 1998 · 1999 · 2000 · 2001 · 2002 · 2004 · 2005 · 2007 · 2008 · 2009 · 2010 · 2011 · 2012 · 2013 · 2014 · 2015 · 2016 · 2017 · 2018 · 2019 · 2020 · 2021 · 2022 · 2023 · 2024 · 2025 · 2026 · 2027 · 2029 · 2031